# NGC 1074
NGC 1074 je galaksija u zviježđu Kit.

## Vanjske poveznice
- SEDS: NGC 1074